# Controlling Crowds
Controlling Crowds è il sesto album studio del gruppo Trip hop britannico Archive. È stato pubblicato il 30 marzo 2009.

## Tracce
CD 1 :
1. "Controlling Crowds" (10:09) (musica: Keeler - testo: Berrier, Griffiths) - Voce di Berrier
2. "Bullets" (5:54) (musica: Keeler - testo: Berrier) - Voce di Berrier
3. "Words on Signs" (4:00) (musica: Keeler - testo: Pen) - Voce di Pen
4. "Dangervisit" (7:37) (musica: Keeler, Griffiths - testo: Griffiths, Berrier) - Voce di Berrier
5. "Quiet Time" (5:55) (musica: Keeler, Griffiths - testo: John, Griffiths, Berrier) - Voci di John e Berrier
6. "Collapse/Collide" (9:12) (Keeler) - Voce di Maria
7. "Clones" (5:00) (musica: Keeler - testo: Berrier) - Voce di Berrier
8. "Bastardised Ink" (3:34) (musica: Griffiths, Keeler - testo: John, Griffiths) - Voci di John e Maria
9. "Kings of Speed" (4:22) (musica: Keeler - testo: Pen, Berrier) - Voce di Pen
10. "Whore" (4:15) (Griffiths) - Voce di Maria
11. "Chaos" (5:28) (Keeler) - Voce di Berrier
12. "Razed to the Ground" (5:22) (musica: Keeler - testo: Griffiths, John) - Voce di John
13. "Funeral" (7:19) (musica: Keeler - testo: Keeler, Griffiths) - Voce di Berrier

CD 2 (edizione limitata) :
1. "Killing All Movement" (musica: Keeler - testo: Pen)
2. "Children They Feed" (musica: Keeler, Griffiths - testo: Berrier, Griffiths)
3. "Day That You Go" (musica: Keeler - testo: Griffiths, Quintile)
4. "Neatly Folded" (musica: Griffiths, Keeler - testo: Griffiths, Berrier)
5. "Bullets" (video)

## Suddivisione
- L'album è suddiviso in tre parti.

1. Parte I : Controlling Crowds ; Bullets; Words on Signs; Dangervisit; Quiet Time
2. Parte II : Collapse / Collide; Clones; Bastardised Ink; Kings of Speed; Whore
3. Parte III : Chaos; Razed to the Ground; Funeral

- Inizialmente il gruppo voleva includere una quarta parte, ma ha poi deciso di svilupparla a parte per un nuovo Controlling Crowds - Part IV uscito il 19 ottobre 2009. Nella stessa data è stato realizzato un doppio cd che li raccoglie entrambi Controlling Crowds - The Complete Edition Parts I–IV

## Formazione
- Darius Keeler - tastiere, pianoforte, sintetizzatori, organo, programmazione, orchestrazioni, arrangiamenti, produzione
- Danny Griffiths - Campionatori, tastiere (8,10), programmazione (4,5,8,10), arrangiamenti, produzione
- Pollard Berrier - voce, chitarra ritmica (7)
- Dave Pen - voce, chitarra (3,9), percussioni
- Maria Q - voce
- Rosko John - voce
- Steve Harris - chitarra, cori
- Steve "Smiley" Bernard - batteria, percussioni
- Jonathan Noyce - basso elettrico